# 묘목로
묘목로(Myomok-ro)는 대한민국의 충청북도 옥천군 이원면 이원삼거리 에서 시작하여 구짐티삼거리 를 잇는 도로이다.

## 주요경유지
충청북도
- 옥천군 (이원면)

## 노선 경로
| 이름         | 접속 노선             | 소재지 | 소재지 | 비고 |
| ------------ | --------------------- | ------ | ------ | ---- |
| 이원삼거리   | 국도 제4호선 (옥천로) | 옥천군 | 이원면 |      |
| 대흥사거리   | 이원로                | 옥천군 | 이원면 |      |
| 건진교       |                       | 옥천군 | 이원면 |      |
| 건진1교      |                       | 옥천군 | 이원면 |      |
| 구짐터삼거리 | 국도 제4호선 (옥천로) | 옥천군 | 이원면 |      |

## 주요 건물 및 시설
- CU 옥천이원점 (묘목로 101/강청리 73-3)
- 옥천이원우체국 (묘목로 105/강청리 74-3)
- 이마트24 옥천이원점 (묘목로 110/건진리 172-18)
- 새마을금고 이원새마을금고 본점 (묘목로 122/건진리 173-2)
- GS25 옥천이원점 (묘목로 139/건진리 579-5)